# Gryningstid
Gryningstid är rockbandet Dia Psalmas första studioalbum från 1994.

## Återlansering 2019
2019 släpptes Gryningstid på vinyl för första gången.

## Singlar
Spår 4 hade redan under föregående år lanserats som singel, men då i en annan version än den som är med på albumet. Även Tro rätt, tro fel lanserades som singel 1994.

## Låtar på albumet
Alla låtar är komponerade av Ulke.
| Nr           | Titel                        | Text         | Längd |
| ------------ | ---------------------------- | ------------ | ----- |
| 1.           | Requiem                      | Ulke         | 1:32  |
| 2.           | Alla älskar dig              | Ulke         | 3:42  |
| 3.           | Mamma                        | Ulke         | 3:46  |
| 4.           | Hon får...                   | Ulke         | 4:09  |
| 5.           | Tro rätt tro fel             | Ztikkan      | 3:58  |
| 6.           | Den som spar                 | Ulke         | 3:25  |
| 7.           | Emelie                       | Ztikkan      | 3:44  |
| 8.           | Kalla sinnen                 | Ztikkan      | 4:17  |
| 9.           | Grytfot                      | Ztikkan      | 4:08  |
| 10.          | Gryningsvisa I D-moll        | Ulke         | 3:08  |
| 11.          | Sol över oss                 | Ulke         | 15:19 |
| 12.          | Öga för öga (Dolt bonusspår) | Ulke         |       |
| Total längd: | Total längd:                 | Total längd: | 51:08 |

## Medverkande
Bass, Sång - Ztikkan  
Trummor - Stipen 
Gitarr, Sång - Ulke 
Bakgrundssång - Annelie Pärnänen (Sol över oss, Den som spar och Kalla sinnen)
Violin - Sara Edin (Hon får, Emelie och Grytfot)
Tambourine -  Mike (45) (Mamma, Hon får och Emelie)
Kör - Klass 3-4 Drakskeppsskolan (Hon får)

## Listplaceringar
| Lista (1994) | Topplacering |
| ------------ | ------------ |
| Sverige      | 8            |